# Absorptiespectrum

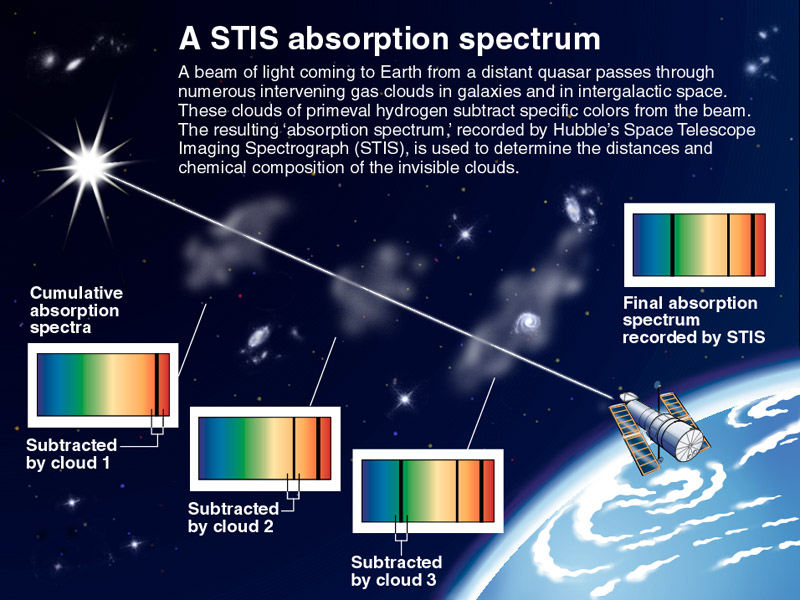

Het absorptiespectrum van een materiaal geeft de absorptie van golven, als functie van de frequentie. Typisch wordt het begrip gebruikt in de context van elektromagnetische golven, zoals licht. Voor atomen is het absorptiespectrum sterk gepiekt rond een aantal specifieke frequenties (kleuren, in het geval van licht). Deze pieken zijn de absorptielijnen. De posities daarvan zijn van stof tot stof verschillend en karakteristiek voor de samenstelling van een materiaal, zodat een stof aan de hand van zijn absorptiespectrum herkend kan worden. Dit laat onder andere ook toe de chemische samenstelling van sterren van op afstand te bepalen, alsmede de temperatuur van de steratmosfeer.
Een toepassing is te zien op de afbeelding rechts: het absorptiespectrum van de buitenste lagen van de atmosfeer beïnvloedt het licht dat de ruimtetelescoop Hubble bereikt. Er wordt schematisch weergegeven welke laag een deel van het oorspronkelijke spectrum (kleuren) wegfiltert.

## Toepassing
Aangezien het absorptiespectrum erg typerend is voor de absorberende stof, kan men door analyse van het spectrum bepalen welke stoffen in een systeem aanwezig zijn. Dit is de basis van de spectroscopie en spectrometrie. Voorbeelden zijn:
- atomaire-emissiespectrometrie en
- molecuulspectroscopie.